# Tribuna do Ceará
Tribuna do Ceará foi um jornal diário brasileiro que circulou na cidade de Fortaleza, Ceará. Fundado pelo banqueiro e político José Afonso Sancho em 1957, tinha como objetivo defender os interesses da classe empresarial local, havendo também adesão aos mandatários do poder executivo estadual. Nos anos seguintes, em sociedade com o industrial Edson Queiroz, foi o primeiro periódico da cidade editado com o sistema de impressão offset. No fim dos anos 1990, devido à falência do Banfort, banco de propriedade de Sancho, o jornal deixou de pagar os salários de seus funcionários e entrou em crise, deixando de circular em 2001. Um processo judicial em função do não pagamento de indenizações a trabalhadores da publicação terminou se arrastando por cerca de duas décadas.

## História

### Primeiras décadas
Após ter ingressado no jornalismo assumindo a direção da Gazeta de Notícias, o banqueiro José Afonso Sancho fundou em 14 de setembro de 1957 o jornal Tribuna do Ceará, do qual também era presidente. A publicação visava defender os interesses da classe empresarial local, atuante em áreas como indústria, comércio, agricultura, pecuária e serviços.
Em 1967 o industrial Edson Queiroz, à época ampliando seus negócios na comunicação, adquiriu 50% das ações da Tribuna. A sociedade entre Sancho e Queiroz viabilizou a implantação, em 20 de abril de 1970, do sistema de impressão offset, tornando o jornal o primeiro do Nordeste brasileiro e o terceiro do país a adotá-lo em substituição à edição por linotipo e clicheria — o que o levou a ganhar prestígio no mercado local e pressionou outros diários de Fortaleza a realizarem a troca de suas antigas máquinas de impressão. A publicação também foi a primeira a ter suas páginas compostas em equipamentos da IBM. Em 29 de maio de 1971 o jornal foi oficialmente integrado ao Grupo Edson Queiroz.
Em 1979 a gráfica da Tribuna imprimiu algumas edições do jornal O Estado, de Venelouis Xavier Pereira, amigo de Sancho, enquanto sua impressora offset não era instalada em Fortaleza.
Em 1981 Queiroz deixou a sociedade com Sancho para inaugurar o seu jornal Diário do Nordeste, em dezembro.
A Tribuna chegou a pertencer ao grupo político de Virgílio Távora, governador e senador pelo Ceará entre os anos 1960 e 1970, que compreendem o período da ditadura militar instaurada no Brasil, que detinha grande influência no estado. Durante a ditadura o jornal seguia orientação governista em relação ao poder executivo estadual. Nas eleições estaduais de 1986, as primeiras após o fim do regime antidemocrático, o jornal foi o único de Fortaleza a não apoiar o candidato a governador Tasso Jereissati, da oposição — que sagrou-se vencedor —, em detrimento de Adauto Bezerra, amigo de Sancho ligado aos militares.

### Crise e encerramento
Em 1996 uma intervenção do Banco Central do Brasil no Banfort, de propriedade de Sancho, que teve seus bens bloqueados, e sua posterior liquidação extrajudicial deu início a uma crise na Tribuna, que passou a atrasar salários de seus funcionários por volta de 1998. No Natal de 1999, após haverem recebido vales com valores discrepantes em relação a suas faixas salariais, trabalhadores da redação, composição, revisão e impressão entraram em greve e o jornal deixou de circular durante um mês, a partir de 5 de janeiro de 2000. Nos primeiros meses de 2001, em acordos com a Procuradoria da República, Sancho comprometeu-se a pagar salários atrasados de 1998, 2000 e 2001.
Neste período a direção da Gazeta Mercantil, de São Paulo, que imprimia edições locais na gráfica da Tribuna através de um acordo até o início da greve, quando passou a impressão para Belém, no Pará, propôs a quitação das dívidas com os funcionários do jornal, porém Sancho recusou a proposta. O diretor do periódico Tamer Sancho e o superintendente Francisco Alves tentaram convencê-lo a aceitar parcerias para evitar o fechamento da empresa, como a criação de uma cooperativa e o arrendamento a pelo menos três grandes grupos empresariais, mas ele as recusou.
Na segunda quinzena de maio de 2001, com novos atrasos de salários, houve uma reunião com uma comissão de funcionários, a direção do jornal e dirigentes de sindicatos de jornalistas. Sem os funcionários obterem a garantia do cumprimento do acordo acertado na procuradoria, a Tribuna deixou de circular em 21 de maio de 2001.

## Posteriormente
Em 2003, após ações judiciais solicitarem a penhora dos equipamentos de impressão da Tribuna, sua editora foi mudada da avenida Desembargador Moreira, no bairro Aldeota, onde estava localizada desde 1983, para um prédio situado na rua Padre Antonino, no bairro Joaquim Távora. Posteriormente, em nova mudança, o escritório com arquivos, máquinas e impressora foram instalados em um prédio na avenida Dom Manoel, no bairro José Bonifácio, por lá permanecendo até a morte de Sancho, em 2005. Seus herdeiros venderam a impressora para um jornal do Cariri cearense em 2006, e o imóvel da Aldeota ficou fechado por cerca de cinco anos, quando passou a ser ocupado pela Decorart.
Em outubro de 2010 a revista Veja noticiou que Tasso Jereissati, proprietário do Sistema Jangadeiro de Comunicação, havia comprado os direitos de utilização da marca "Tribuna do Ceará" para um portal de notícias na Internet, que foi lançado em 11 de março de 2013 em substituição ao Jangadeiro Online. Na ocasião o Sistema Jangadeiro lançou também a estação de rádio Tribuna BandNews FM. Em 2020 o portal foi encerrado e deu lugar ao site do programa Jornal Jangadeiro, enquanto a emissora teve seu nome mudado para Jangadeiro BandNews FM.
Em 2021 o Sindicato dos Jornalistas no Ceará obteve vitória num processo judicial movido contra a Tribuna a favor do pagamento de indenizações a seus antigos funcionários, que se arrastava desde o período do encerramento da circulação pela ausência de bens de propriedade da empresa e de seus donos para serem penhorados.